# Olindias
Olindias is een geslacht van hydroïdpoliepen uit de familie van de Olindiasidae. 

## Soorten
- Olindias formosa (Goto, 1903)
- Olindias malayensis Maas, 1905
- Olindias phosphorica (Delle Chiaje, 1841)
- Olindias sambaquiensis Müller, 1861
- Olindias singularis Browne, 1905
- Olindias tenuis (Fewkes, 1882)